# Station Winterswijk GOLS
Station Winterswijk GOLS is een voormalig spoorwegstation in Nederland van de Geldersch-Overijsselsche Lokaalspoorweg-Maatschappij (GOLS). Het station staat recht tegenover het huidige station Winterswijk aan de Houtladingstraat.
De lokale spoorwegmaatschappij GOLS werd in 1881 opgericht op initiatief van een textielfabrikant uit Winterswijk. In 1884 werd Station Winterswijk GOLS geopend, als beginpunt van de lijn Winterswijk - Neede, in 1885 werd ook de lijn naar Zevenaar geopend. De eerste jaren werd gebruikgemaakt van de tijdelijke directiekeet, die was verbouwd tot station. In 1907 werd het gesloopt om te worden vervangen door het huidige station, dat op 20 juli 1908 in gebruik werd genomen.
De spoorlijn bleek niet rendabel en de GOLS werd in 1926 opgeheven, de spoorlijn ging in andere handen over. Het Station Winterswijk GOLS heeft nog tot 1936 dienstgedaan, daarna werd het gesloten. Het treinverkeer op de voormalige GOLS-lijnen werd daarna afgehandeld via het aan de overzijde van het emplacement gelegen station Winterswijk. De lokaalspoorlijn naar Neede is daartoe vanaf de Morgenzonweg, nabij de huidige halte West, opgebroken en vervangen door een spoor parallel aan de lijn Zutphen - Winterswijk. De lijn vanuit Zevenaar kreeg een ruime verbindingsboog die vlak voor station Winterswijk aansloot op de bestaande lijnen vanuit Duitsland. Het restant van het oude tracé is nog lang als industrieaansluiting gebruikt.

## Museum het GOLS-station
Een tijd lang is in het gebouw museum Het GOLS-station gevestigd geweest over de Winterswijkse spoorweggeschiedenis. Hier stond een grote modelspoorbaan, die de spoorsituatie uit de jaren twintig van de 20e eeuw uitbeelde. Het museum beheert het archief van de Gelderse Tramwegen (GTW) en het archief van vervoersmaatschappij Syntus en verder beschikt het over een groot aantal gebruiksvoorwerpen, boeken en foto's. Op 29 april 2014 is het samen met Stichting Historisch Streekvervoer Achterhoek (HSA) opgegaan in de stichting Transit Oost. Omstandigheden dwongen beide stichtingen naar een nieuwe locatie te zoeken. Museumwerkplaats Transit Oost bevindt zich naast het Centraal-Station Winterswijk en is geopend in het voorjaar van 2018. 
In het GOLS-station zijn tegenwoordig appartementen gevestigd.

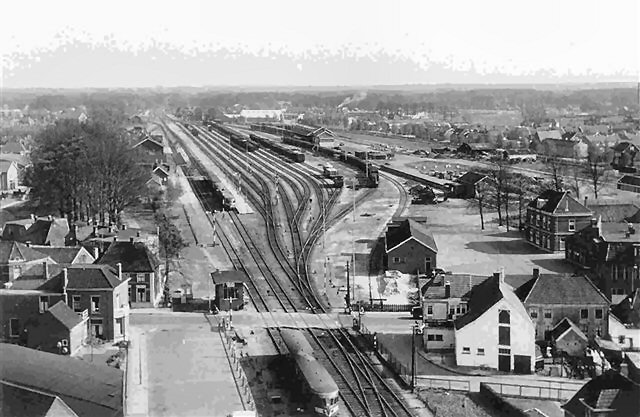
Het spoorwegemplacement in Winterswijk omstreeks 1960; het (hoofd)station ligt aan de linkerzijde, het GOLS-station bevindt zich achter de bebouwing rechts op de foto
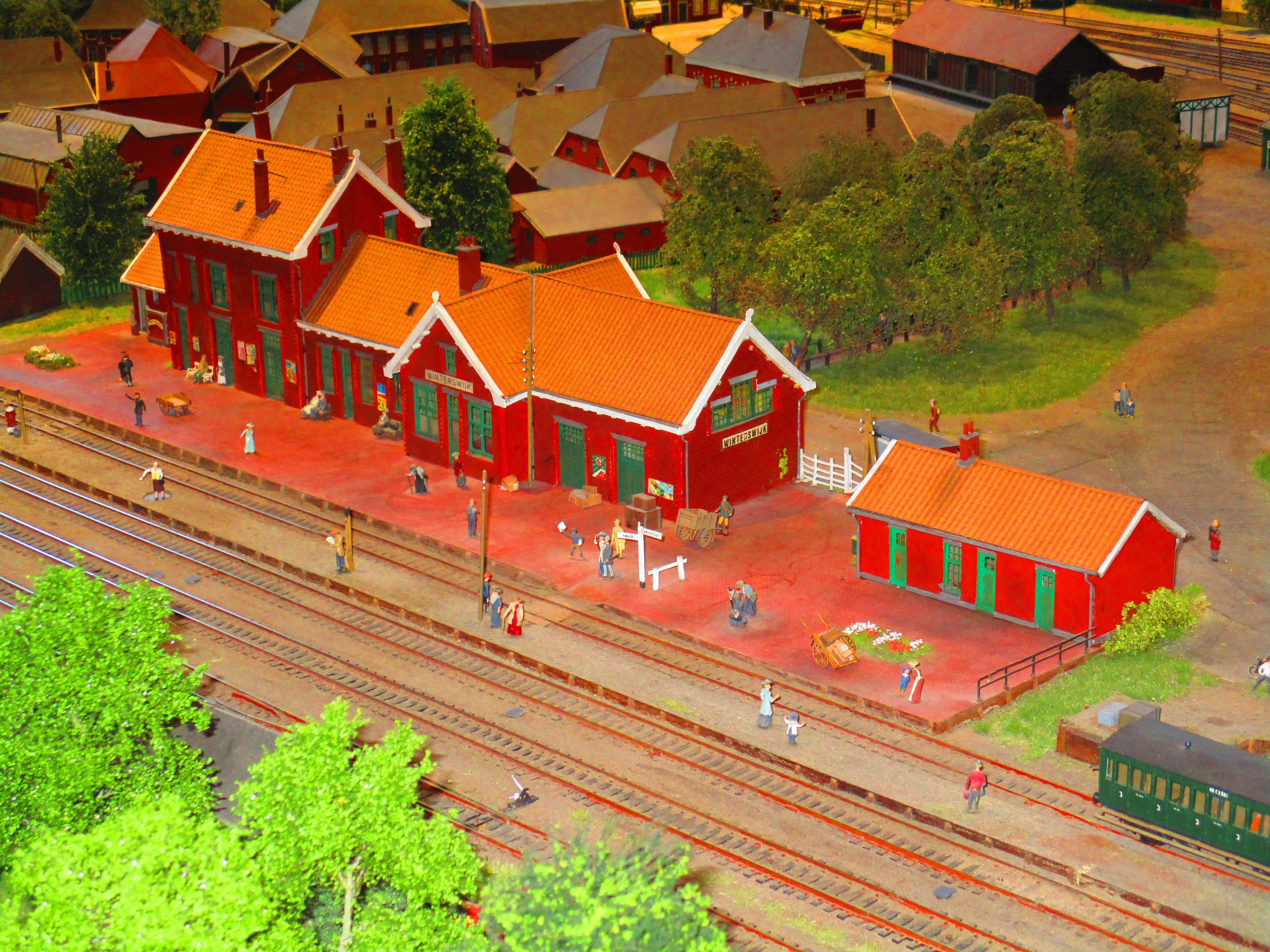
Maquette van het station bij Transit Oost